# 蒂加登星c
蒂加登星c（也被称为蒂加登星c）是一颗候选系外行星，它被发现在蒂加登星的适居区内运行，这是一颗距离太阳系12光年左右的M型红矮星。它在恒星周围一个保守的宜居带中运行。截至2019年7月，它是第四个可能宜居的系外行星。

## 发现
它于2019年6月被发现。

## 适居性
蒂加登星c是已知的星系中最外层的行星。它的轨道周期为11.4天。这颗行星的最小质量是一个地球质量，半径很可能是类地的，这表明它是类地的组成，有铁心和岩石外壳。蒂加登星c表面可能有一片海水，或者由于温度的原因有冰。